# Ministerio de Trabajo, Solidaridad y Seguridad Social (Portugal)
El Ministerio de Trabajo, Solidaridad y Seguridad Social (en portugués: Ministério do Trabalho, Solidariedade e Segurança Social, sigla MTSSS) es un departamento del Gobierno de Portugal. Creado en el XXI gobierno constitucional de Portugal, fue dirigido por José António Vieira da Silva. En el actual XXV gobierno constitucional la titular es Maria do Rosário Palma Ramalho.

## Secretarias de estado
El MTSSS engloba tres secretarias de Estado:
- Secretaría de Estado de Empleo
- Secretaría de Estado de Seguridad Social
- Secretaría de Estado de Inclusión Social